# Les Enfants des Justes
Pour plus de détails, voir Fiche technique et Distribution.
Les Enfants des Justes est un téléfilm historique réalisé par Fabien Onteniente, adapté du roman éponyme de Christian Signol et diffusé en 2022 sur France 2. Il raconte comment un couple a caché des enfants juifs durant la Seconde Guerre mondiale en pleine occupation allemande.

## Résumé
En 1942, Virgile et Blanche Laborie vivent le long de la ligne de démarcation. Pour aider le docteur Dujarric, ils acceptent de faire passer des réfugiés en zone libre, en traversant la rivière voisine grâce à la barque de Virgile. Un jour, ce couple sans enfants recueille une jeune enfant juive, Sarah, qui doit attendre ses parents restés à Paris.

## Fiche technique
- Réalisation : Fabien Onteniente
- Scénario : Jérôme Tonnerre, Valérie Zenatti et Fabien Onteniente, d'après le roman de Christian Signol
- Producteur : Sébastien Charbit
- Musique : Jean-Yves d'Angelo
- Photographie : Kika Ungaro
- Montage : Stéphanie Gaurier
- Date de diffusion : 23 mars 2022 sur France 2

## Distribution
- Gérard Lanvin : Virgile Laborie
- Mathilde Seigner : Blanche Laborie
- Philippe Torreton : Docteur Dujarric
- Cyril Lecomte : Alfred Lespinasse
- Sophie Guillemin : Catherine Lespinasse
- Danièle Lebrun : Madame Weisemann
- François Bureloup : Le Trochu
- Anton von Lucke : Lieutenant Werner
- Héléna Soubeyrand : Dora
- Ambre Pallas : Sarah
- Gaël Raës : Simon
- Lionel Rosso : Brigadier français
- Olivier Doran et Camille Charbeau : Gendarmes
- Frans Boyer : Milicien
- Timi-Joy Marbot : Lucas

## Tournage

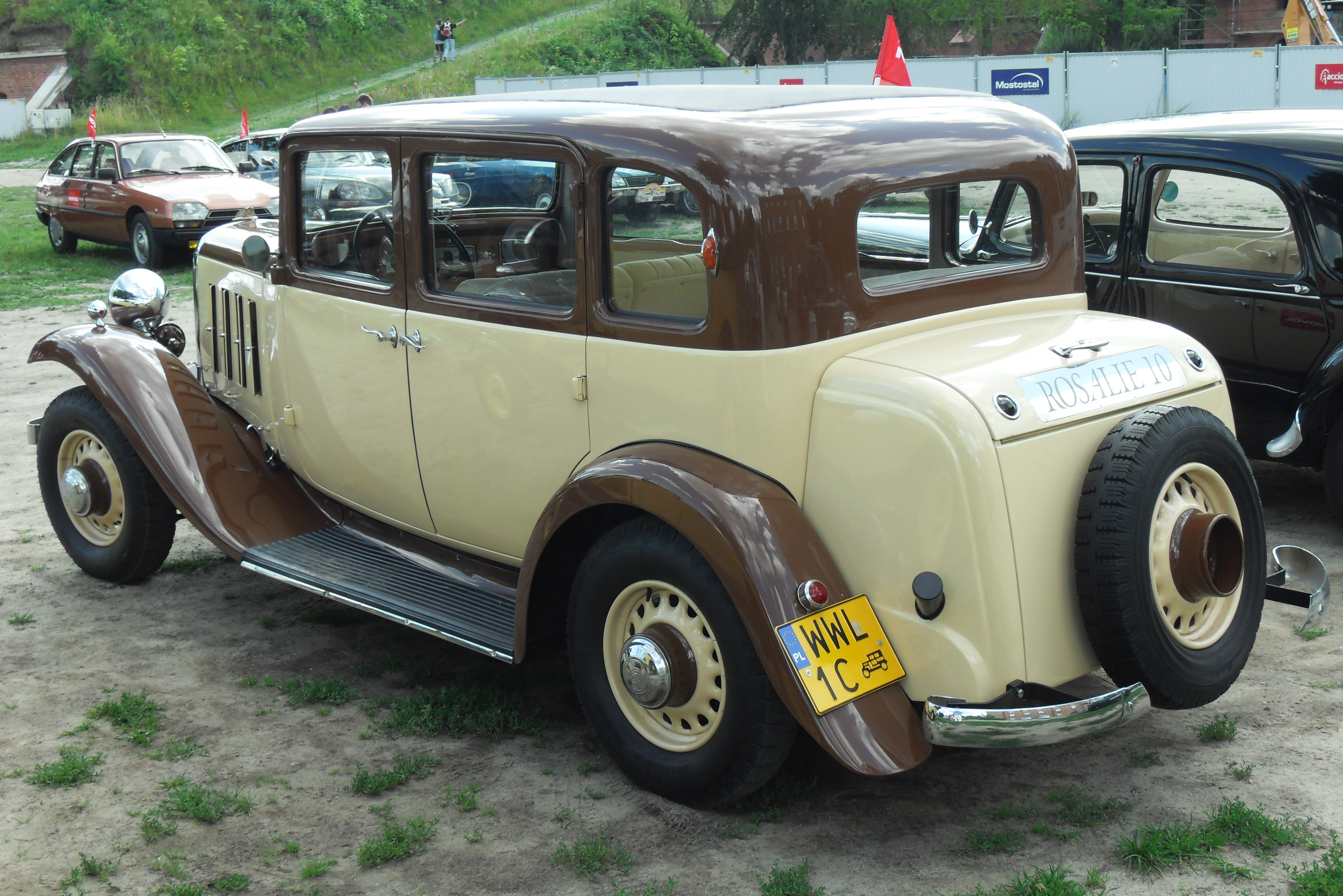
Une Citroën Rosalie similaire à celle utilisée lors du tournage.

Le film a été tourné à partir d'octobre 2021 en Dordogne, notamment à Allas-les-Mines (pont d'Allas, utilisation des objets du musée « La Rue du temps qui passe », dont la Citroën Rosalie du docteur Dujarric), Mauzens-et-Miremont (extérieurs de la ferme de Blanche et Virgile), Meyrals (intérieur de la ferme de Blanche et Virgile), Monpazier, Saint-Cyprien (scènes censées se passer à Périgueux).

## Accueil
- Pour sa première diffusion sur France 2, le téléfilm est un gros succès d'audience, attirant 5,1 millions de téléspectateurs[7]. La chaîne est leader ce soir-là.
- Dans l'ensemble, les critiques sont positives. Pour Le Figaro, « Dans un registre plus grave, plus classique aussi, revendiquant la simplicité d'une belle histoire édifiante, Fabien Onteniente réussit son pari. Il est aidé en cela par une formidable chef opératrice, Kika Ungaro, qui se plaît à dire qu'elle met le soleil de l'Italie dans sa lumière, et d’excellents comédiens, investis et d’une grande sobriété »[8]. Pour Télé 7 jours, c'est « Un drame bouleversant à mi-chemin entre Le Grand Chemin de Jean-Loup Hubert et La Ligne de démarcation de Claude Chabrol. Mathilde Seigner et Gérard Lanvin forment un couple déchirant tout en tendresse, simplicité et générosité »[9].